# Vicente Luis Mora
Vicente Luis Mora Suárez-Varela (Còrdova, 26 de setembre de 1970) és un escriptor, poeta, assagista i crític literari espanyol. Ha rebut diversos guardons per les seves obres literàries. A part de col·laborar amb revistes i suplements culturals (com Ínsula, Animal sospechoso, Clarín, El invisible anillo, Mercurio o Quimera o Cuadernos del Sur del diari Córdoba) manté un prestigiós blog de crítica literària i cultural titulat Diario de lecturas. L'obra de Mora està inclosa en diverses antologies de poesia i narrativa. El 2007 va ser nomenat director de l'Institut Cervantes d'Albuquerque (Estats Units) i el 2010, del de Marràqueix (Marroc). El setembre de 2010 va redactar íntegrament el número 322 de la revista Quimera, dedicat al tema «Literatura i falsificació». Per a això, va suplantar (amb el consentiment dels autors) signatures habituals de la publicació com Germán Sierra, Damián Tabarovsky, Manuel Vilas o Agustín Fernández Mallo, i va inventar altres suposats col·laboradors (com Berta Herthaussen o José Jardiel Duc). La revista es va publicar sense cap indicació que es tractés d'un joc literari i va ser la mateixa direcció de la revista la que ho va revelar posteriorment; després, l'autor ho va reconèixer en el seu blog.